# Kagerou Project
Kagerou Project (カゲロウプロジェクト Kagerō Purojekuto?) es una serie de novelas ligeras escritas por el japonés Jin —también conocido como Shizen no Teki-P—. La historia tratada en dichas novelas ligeras es acerca del Mekakushi Dan, un grupo de jóvenes que comparten poderes sobrenaturales, denominados «habilidades oculares».

## Argumento
Shintarō Kisaragi es un joven hikikomori y nini de 18 años de edad quien, producto de una broma de Ene —una «chica virtual», virus informático que vive en su computadora—, derrama refresco de soda sobre su teclado y debe salir al mundo exterior, tras dos años encerrado, para comprar uno nuevo. Una vez llega al centro comercial, portando a Ene en su móvil, un grupo de criminales llega y toma a Shintarō y a otras personas como rehenes. Allí conoce a Kano y después al resto del "Mekakushi Dan" (メカクシ団?  lit. "La pandilla de los ojos vendados"), un grupo de jóvenes que debido a diversas situaciones poseen cada uno distintas habilidades oculares. Después de una charla de cómo Momo, la hermana menor de Shintarō, se unió al grupo, él descubre que Ene también se ha unido y entonces es forzado a sumarse también.

## Personajes

### Mekakushi Dan
Kido (キド Kido?) / Tsubomi Kido (木戸 つぼみ Kido Tsubomi?)
Seiyū: Yūko Kaida
Habilidad: Ocultar la Mirada (目を隠す Me o Kakusu?)
Kido es la integrante número uno y la líder del Mekakushi Dan, por lo que es usualmente llamada «Danchou» (団長 Danchō?, «Líder») por los demás integrantes del grupo. Al igual que Kano y Seto, ella es llamada por su apellido incluso por sus amigos más cercanos.
Ella nació como la segunda hija de una familia adinerada, pero debido a ser la hija ilegítima entre su padre y su amante, siempre se sentía fuera de lugar, incluso en casa. Debido a que siempre fue tratada con cautela por los que la rodeaban, ella albergaba un fuerte deseo de "desaparecer". Un día, los negocios de su padre fueron a la quiebra, lo que le llevó a incendiar su casa. Después de ser quemada hasta la muerte en el incendio, Kido entró en contacto con el Kagerou Daze junto con su hermana Rin y obtuvo la habilidad de Ocultar la Mirada, adquiriendo así el poder de ocultar su presencia, así como la presencia de cualquier otra persona dentro de un radio de dos metros. Haciéndose amiga con Seto y Kano en el mismo orfanato, fue adoptada más tarde por la familia Tateyama. Alentada por Ayano que tener ojos rojos era el signo de un héroe, comenzaron el Mekakushi Dan. Su cumpleaños es el 2 de enero. Su canción es «Mekakushi Code» (メカクシコード Mekakushi kōdo?, «Código ciego»).
Seto (セト Seto?) / Kōsuke Seto (瀬戸 幸助 Seto Kōsuke?)
Seiyū: Sōichirō Hoshi, Sayori Ishizuka (Joven)
Habilidad: Robar la Mirada (目を盗む Me o Nusumu?)
Seto es el integrante dos del Mekakushi Dan. A menudo es retratado como el "buen chico" del grupo, y se lleva muy bien con Marry. Al igual que Kano y Kido, él es llamado por su apellido incluso por sus amigos más cercanos.
Cuando era un niño pequeño, su cuerpo pequeño y su naturaleza tímida dieron lugar a que él fuera a menudo intimidado, y él tenía apuro el hablar con la gente. Consideraba que un perro abandonado era su único amigo y deseaba poder "entender cómo se sentía la gente sin usar palabras". Un día de tormenta, fue testigo de algunos niños tratando de tirar a su perro en un río. A pesar de sus esfuerzos, el perro fue arrojado, y Seto se lanzó al río para salvarlo. Al ahogarse, entró en contacto con el Kagerou Daze y obtuvo la habilidad de Robar la Mirada, adquiriendo la habilidad de leer la mente de los demás al hacer contacto visual. Sin embargo, generalmente no le gusta usar su habilidad ocular, ya que siente que hace la comunicación redundante, que también combinado por la gente comentando que no es nada que lo traumatiza mucho, y rara vez lo utiliza. Finalmente fue adoptado por la familia Tateyama junto con Kido y Kano. Juntos crearon el Mekakushi Dan después de ser animados por Ayano. Su cumpleaños es el 27 de marzo. Su canción es «Shōnen Brave» (少年ブレイブ Shōnen bureibu?, «Chico valiente»).
Kano (カノ Kano?) / Shuuya Kano (鹿野 修哉 Kano Shūya?)
Seiyū: Shinnosuke Tachibana, Yuki Kaida (Joven)
Habilidad: Engañar la Mirada (目を欺く Me o Azamuku?)
Kano es el tercer integrante del Mekakushi Dan y, tal como Kido y Seto, es llamado por su apellido incluso por sus amigos. Él es representado como un joven engañoso, hasta el punto donde nadie puede decir si está mintiendo o diciendo la verdad.
Cuando Kano era más joven, no asistía a preescolar o jardín de infantes y en cambio vivía solo con su madre en un apartamento. Su madre emocionalmente inestable levantó su mano contra él de vez en cuando, y los vecinos difundieron rumores de que estaba siendo abusado por ella. Sin embargo, porque creía que estaba equivocado por molestar a su madre, deseaba fuertemente "esconder las heridas de su cuerpo" de los que lo rodeaban porque eran la razón por la que los vecinos no le gustaban a su madre. Un día, su apartamento fue asaltado por los ladrones. La madre de Kano fue apuñalada y asesinada mientras trataba de protegerlo. Él fue apuñalado también cuando trató de luchar contra los ladrones, entrando en contacto con el Kagerou Daze. Entonces obtuvo la habilidad de Engañar la Mirada, adquiriendo el poder de engañar cómo la gente alrededor de él lo percibe y cualquier cosa en contacto inmediato con él. Finalmente fue llevado a un orfanato y posteriormente fue adoptado por la familia Tateyama, donde conoció a Kido, Seto y Ayano. Ellos crearon una pandilla y Kano le dio su nombre, el Mekakushi Dan- "Mekakushi" es un juego de palabras en la habilidad ocular de Kido. A diferencia de Seto, Kano usa su habilidad ocular con frecuencia, cambiando las emociones externas por un capricho, mientras que nunca muestra lo que realmente siente en el interior. Se presume que él es de alguna manera emocionalmente inestable como su madre, pero solo después de la muerte de Ayano, pero él es mostrar algunos de este signo desde su infancia. Su cumpleaños es el 10 de mayo. Su canción es «Yobanashi Deceive» (夜咄ディセイブ Yobanashi diseibu?, «Cuento de noche del engaño»).
Marry (マリー Marī?) / Marry Kozakura (小桜 茉莉 Kozakura Marī?)
Seiyū: Kana Hanazawa
Habilidad: Contactar la Mirada (目を合わせる Me o Awasaeru?) y Unificar la Mirada (目を合体させる Me o Gattaisaseru?)
Mary es la integrante número cuatro del Mekakushi Dan, y la primera que no es fundadora del grupo. Es 1/4 de medusa por lo que vivía apartada sola en un bosque hasta que Seto la encontró y la invitó a unirse al grupo. Es extremadamente tímida. Sus canciones son «Kūsō Forest» (想像フォレスト Kūsō foresuto?, «Bosque de la Fantasía») y «Marry no Kakū Sekai» (マリーの架空世界 Marī no kakū sekai?, «El mundo ficticio de Mary»).
Momo (モモ Momo?) / Momo Kisaragi (如月 桃 Kisaragi Momo?)
Seiyū: Nanami Kashiyama
Habilidad: Cautivar la Mirada (目をうばう Me o Ubau?)
Miembro número cinco del Mekakushi Dan, Momo es una idol. Es la hermana menor de Shintarō, pero a diferencia de él, ella suele tener malas calificaciones en la escuela, en parte producto de su ocupación como idol. Esto constantemente le produce estrés. Sus canciones son «Kisaragi Attention» (如月アテンション Kisaragi atenshon?, «Atención Kisaragi») y «Otsukimi Recital» (オツキミリサイタル Otsukimi risaitaru?, «Recital a la vista de la luna»).
Ene (エネ Ene?) / Takane Enomoto (榎本 貴音 Enomoto Takane?)
Seiyū: Kana Asumi
Habilidad: Abrir los Ojos (目を覚ます Me o Samasu?)
Es la sexta miembro del Mekakushi Dan. Se trata de un virus o programa informático que vive en la computadora de Shintarō, pero que puede desplazarse a voluntad entre artefactos electrónicos. De humana, se llamaba Takane, estaba enamorada de Haruka (Konoha) y sufría una enfermedad que, producto de que le causaba soñolencia excesiva, la hacía tener mal humor. Su personalidad humana contrasta totalmente con la de su ente cibernético, Ene, quien suele estar llena de energía y gastando bromas. Sus canciones son «Jinzō Enemy» (人造エネミー Jinzō enemī?, «Enemigo artificial»), «Headphone Actor» (ヘッドフォンアクター Heddofon akutā?, «Actor de los auriculares»), «Ene no Dennō Kikō» (エネの電脳紀行 Ene no dennō kikō?, «La aventura cibernética de Ene») y «Yūkei Yesterday» (夕景イエスタデイ Yūkei iesutadei?, «El atardecer de ayer»)
Shintaro Kisaragi (如月 伸太郎 Kisaragi Shintarō?)
Seiyū:Takuma Terashima
Habilidad: Retener la Mirada (目に焼き付ける Me ni Yakitsukeru?)
Es el séptimo miembro del Mekakushi-Dan, quien se convirtió en hikikomori tras el suicidio de su única amiga, Ayano. Es el hermano mayor de Momo. La parte principal de la historia se centra en él.
Su habilidad es "Retener la mirada", que consiste en recordar todo lo que él mire, incluso si se trata de recuerdos de mundos anteriores en los que vivió, ya que a diferencia de los demás, él siempre nace con esa habilidad, solo que se da cuenta de ello en cierto punto.
Hibiya (ヒビヤ Hibiya?) / Hibiya Amamiya (雨宮 響也 Amamiya Hibiya?)
Seiyū: Misuzu Togashi
Habilidad: Enfocar la Mirada (目を凝らす Me o Korasu?)
Hibiya es el octavo integrante del Mekakushi Dan. Es un joven de 12 años de edad,que tras quedar atrapado en un bucle el día 15 de agosto con Hiyori, trata de huir del hospital en que se encontraba en busca de Hiyori, quien murió. Después de salir de allí, se encuentra con Momo y se une al Mekakushi Dan. Sus canciones son «Kagerō Daze» (カゲロウデイズ Kagerō deizu?, «Calima deslumbrante») y «Otsukimi Recital» (オツキミリサイタル Otsukimi risaitaru?, «Recital a la vista de la luna»).
Konoha (コノハ Konoha?) / Haruka Kokonose (九ノ瀬　遥 Kokonose Haruka?)
Seiyū: Mamoru Miyano
Habilidad: Despertar la Mirada (目を醒ます Me o Samasu?)
Konoha, noveno miembro del Mekakushi Dan, es un joven con amnesia que, tras morir a base de experimentos científicos, recreó un «cuerpo ideal» gracias a su habilidad. Es bastante ingenuo y a la vez curioso. De humano, su nombre era Haruka Kokonose, sentía algo por Takane (Ene) y sufría una enfermedad que le hacía tener un cuerpo débil y ataques constantemente.Sus canciones son «Konoha no Sekai Jijō» (コノハの世界事情?  «La situación del mundo de Konoha»), «Yūkei Yesterday» (夕景イエスタデイ Yūkei iesutadei?, «El atardecer de ayer»), «Outer Science» (アウターサイエンス Autā saiensu?, «Ciencia externa») y «Summer Time Record (サマータイムレコード Samā taimu rekōdo?, «Registro de verano»).

#### Otros personajes
Hiyori (ヒヨリ Hiyori?) / Hiyori Asahina (朝比奈 日和 Asahina Hiyori?)
Seiyū: Kotori Koiwai
Habilidad: Ninguna
Hiyori es amiga de Hibiya, y queda junto con él atrapada en un bucle, en el que ella muere repetidamente. Aparece en la canción «Kagerō Daze» (カゲロウデイズ Kagerō Deizu?, «Calima deslumbrante»).
Ayano (アヤノ Ayano?) / Ayano Tateyama (楯山 文乃 Tateyama Ayano?)
Seiyū: Mai Nakahara
Habilidad: Favorecer la Mirada (目をかける Me o Kakeru?)
Ayano es la integrante número cero y la fundadora original del Mekakushi Dan. Era la hija de Kenjiro y Ayaka Tateyama, y hermanastra mayor de Kano, Kido y Seto, además de amiga de Shintarō. Se suicidó para conseguir una habilidad ocular, cuando supo los experimentos que su padre llevaba a cabo en Takane y Haruka. Su canción es «Ayano no Kōfuku Riron» (アヤノの幸福理論?  «La teoría de la felicidad de Ayano»).
Kenjiro (ケンジロウ  Kenjirō?) / Kenjiro Tateyama (楯山研次朗 Tateyama Kenjirō?)
Seiyū: Keiji Fujiwara
Habilidad: Aclarar la Mirada (目が冴える Me ga Saeru?) (Anteriormente)
Es el padre de Ayano, padre adoptivo de Kido, Kano y Seto. Tras el fallecimiento de su esposa, él es poseído por la serpiente de aclarar la mirada, que lo domina totalmente y forza a experimentar con Takane y Haruka. Su canción es «Dead and Seek» (デッドアンドシーク Deddoandoshīku?, «Muerto y buscado»).
Shion (シオン Shion?) / Shion Kozakura (小桜 紫苑 Kozakura Shion?)
Seiyū: Akemi Okamura
Habilidad: Contactar la Mirada (目を合わせる Me o Awasaeru?) (Anteriormente)
Hija de Azami y Tsukihiko, Shion falleció al intentar proteger a su hija Marry. Su canción es «Gunjou Rain» (群青レイン Gunjō rein ?, «Lluvia ultramarina»).
Azami (薊 Azami?)
Seiyū: Satomi Arai
Habilidad: Todas
Es una medusa, que fue rechaza por la sociedad humana debido a que era un "monstruo". Se enamoró de Tsukihiko, quien por su albinismo igualmente era rechazado, y tuvieron una hija, Shion. Azami es inmortal, pero su familia envejecía, y para estar con ellos para siempre, crea el Kagerou Daze. Sin embargo, no es capaz de llevar a su familia a aquel mundo sin fin, por lo que queda inevitablemente sola. Su canción es «Shinigami Record» (シニガミレコード Shinigami Rekoodo?, «Registro del dios de la muerte»)
Ayaka (アヤカ Ayaka?) / Ayaka Tateyama (楯山 絢香 Tateyama Ayaka?)
Seiyū: Mako Hyodo
Habilidad: Ninguna
Madre de Ayano y esposa de Kenjiro, Ayaka realizaba una investigación sobre Azami y el Kagerou Daze, pero falleció en un derrumbe. Aparece en «Ayano no Kōfuku Riron» (アヤノの幸福理論?  «La teoría de la felicidad de Ayano»).
Tsukihiko (ツキヒコ Tsukihiko?)
Seiyū: Takehito Koyasu
Habilidad: Ninguna
Pareja de Azami y padre de Shion. Él era rechazado por los demás humanos debido a su albinismo, por lo que se aisló y conoció a Azami. Ellos se enamoraron y formaron una familia, pero los aldeanos se llevan a Tsukihiko lejos de Azami y su hija porque creyeron que Azami lo secuestró. Ellos no se vuelven a encontrar ya que Azami se marchó al Kagerou Daze. Aparece en «Shinigami Record» (シニガミレコード Shinigami Rekoodo?, «Registro del dios de la muerte»).
Rin (リン Rin?)/ Rin Kido (木戸 凛 Kido Rin?)
Seiyū: Yuki Kaida
Habilidad: Ninguna
La hermana mayor de Tsubomi que murió cuando su hogar familiar fue quemado.

## Publicaciones

### Música
La primera canción de la serie en ser lanzada fue «Jinzō Enemy», publicada el 17 de febrero de 2011. En esta pista, Jin hace uso de la voz de la Vocaloid Hatsune Miku, al igual que en las dos canciones que la suceden. Sin embargo, para la cuarta canción, «Headphone Actor», el músico japonés utilizó a la entonces aún no lanzada Vocaloid IA, cuya voz aparece también en los temas restantes de la serie. De las quince pistas que han sido subidas a Niconico, doce cuentan con videos musicales; estas animaciones han sido realizadas algunas por Shidu y otras por Wannyanpu.
El primer álbum de Jin relacionado con Kagerou Project fue Mekakucity Actors (メカクシティアクターズ?), un disco doujin que cual contenía tan solo siete canciones y dos pistas instrumentales. Este fue relanzado bajo el nombre de Mekakucity Days (メカクシティデイズ?) por IA Project y Sony Music el 30 de mayo de 2012. Este contiene las canciones del disco anterior remezcladas más cuatro nuevas canciones, sumando once en total más dos instrumentales. El DVD del álbum incluye los videoclips de las canciones que habían sido previamente subidas a Niconicovideo, además de uno exclusivo, «Tomei Answer». El segundo disco, Mekakucity Records (メカクシティレコーズ?), fue puesto a la venta por IA Project y Sony Music el 28 de mayo de 2013

### Novela ligera
Hasta la fecha, hay cinco novelas ligeras escritas por Jin e ilustradas por Shidu enfocadas a Kagerou Project. Estas son publicadas por Enterbrain e impresas por KCG Bunko.
| N.º | Título                                                                        | Fecha de lanzamiento     | ISBN                   |
| --- | ----------------------------------------------------------------------------- | ------------------------ | ---------------------- |
| 1   | Kagerou Daze -in a daze- カゲロウデイズ ‐in a daze‐                           | 30 de mayo de 2012       | ISBN 978-4-04-728059-5 |
| 2   | Kagerou Daze II -a headphone actor- カゲロウデイズⅡ -a headphone actor-       | 29 de septiembre de 2012 | ISBN 978-4-04-728339-8 |
| 3   | Kagerou Daze III -the children reason- カゲロウデイズⅢ -the children reason-  | 30 de mayo de 2013       | ISBN 978-4-04-728944-4 |
| 4   | Kagerou Daze IV -the missing children- カゲロウデイズⅣ -the missing children- | 30 de agosto de 2013     | ISBN 978-4-04-729099-0 |
| 5   | Kagerou Daze V -the deceiving- カゲロウデイズⅤ -the deceiving-                | 29 de marzo de 2014      | ISBN 978-4047295308    |
| 6   | Kagerou Daze VI -over the dimension- カゲロウデイズⅥ -over the dimension-     | 30 de marzo de 2015      | ISBN 978-4047303263    |
|     | Kagerou Daze VII -from the darkness- カゲロウデイズ VII -from the darkness-   | 29 de agosto de 2016     | ISBN 978-4047307452    |

### Manga
El manga Kagerou Daze (カゲロウデイズ Kagerō Deizu?) comenzó a publicarse en la revista mensual Comic Gene el 15 de junio de 2012, y es ilustrado por Satō Mahiro. El primer volumen (o tankōbon) fue lanzado el 27 de noviembre de 2012 por Media Factory.

### Anime
Mekakucity Actors (メカクシティアクターズ?) es la adaptación al anime de Kagerou Project. La adaptación fue anunciada por primera vez en agosto de 2012, en las notas del sencillo de «Children Record». Sin embargo, no fue hasta un año después que se supo que el estudio Shaft se encargaría de la animación y que Akiyuki Shinbo estaría a cargo de la dirección de Mekakucity Actors. El anime fue estrenado el 12 de abril de 2014 por Tokyo MX TV, BS11 y Niconico. Por otro lado, Jin, creador original de Kagerou Project, estuvo a cargo del guion.
En la composición de la música participaron ANANT-GARDE EYES, Ishiburo, Jin, Nakanishi Ryosuke, sasakure.UK, Shirakami Mashiro, Taki Yoshimitsu (from 9mm Parabellum Bullet) y TeddyLoid. Esta fue recopilada en MEKAKUCITY M's: Mekakucity Actors Vocal & Sound Collection (MEKAKUCITY M's メカクシティアクターズ・ヴォーカル＆サウンドコレクション?), álbum que constó de dos volúmenes (cada uno con un disco de pistas vocales y uno de pistas de fondo) y fue lanzado al mercado el 1 de abril de 2015. Una versión limitada, titulada MEKAKUCITY M's Complete Box: Mekakucity Actors Vocal & Sound Collection, fue puesta en venta en la misma fecha. Esta consiste en los cuatro discos
de los volúmenes uno y dos, además de un disco DVD adicional con cinco vídeos.

## Recepción
Mekakucity Records (メカクシティレコーズ?), el segundo disco de Jin enfocado a Kagerou Project, alcanzó el primer puesto en la lista de ventas de álbumes de Oricon en Japón, lo que lo convirtió en el primer disco hecho por un solo productor de Vocaloid en lograr dicha hazaña. Por otro lado, la recopilación de videos Mekakucity V's fue el segundo blu-ray más vendido en Japón la semana del 13 de enero de 2014.
Kagerou Daze, con más de un millón de copias, se convirtió en la segunda serie de novelas ligeras más vendidas en Japón durante el año 2013, mientras que en 2012 fue la decimocuarta con poco más cuatrocientos mil ejemplares. La quinta novela, -the deceiving-, fue la más vendida en Japón durante el primer semestre de 2014, con cerca de 330 936 copias, y no logró ser superada en ventas durante el resto del año, de acuerdo a Oricon, que la posicionó en el primer lugar de «las novelas más vendidas en Japón» (2014), con casi cuatro cientos mil ejemplares.